# Aricia teberdina
Aricia teberdina är en fjärilsart som beskrevs av Leo Andrejewitsch Sheljuzhko 1934. Aricia teberdina ingår i släktet Aricia och familjen juvelvingar. Inga underarter finns listade i Catalogue of Life.